# Betty Amann
Betty Amann właś. Philippine Amann (ur. 10 marca 1905 w Pirmasens, zm. 3 sierpnia 1990 w Danbury, Connecticut) – amerykańska aktorka filmowa niemieckiego pochodzenia.